# Roeivijver (Efteling)

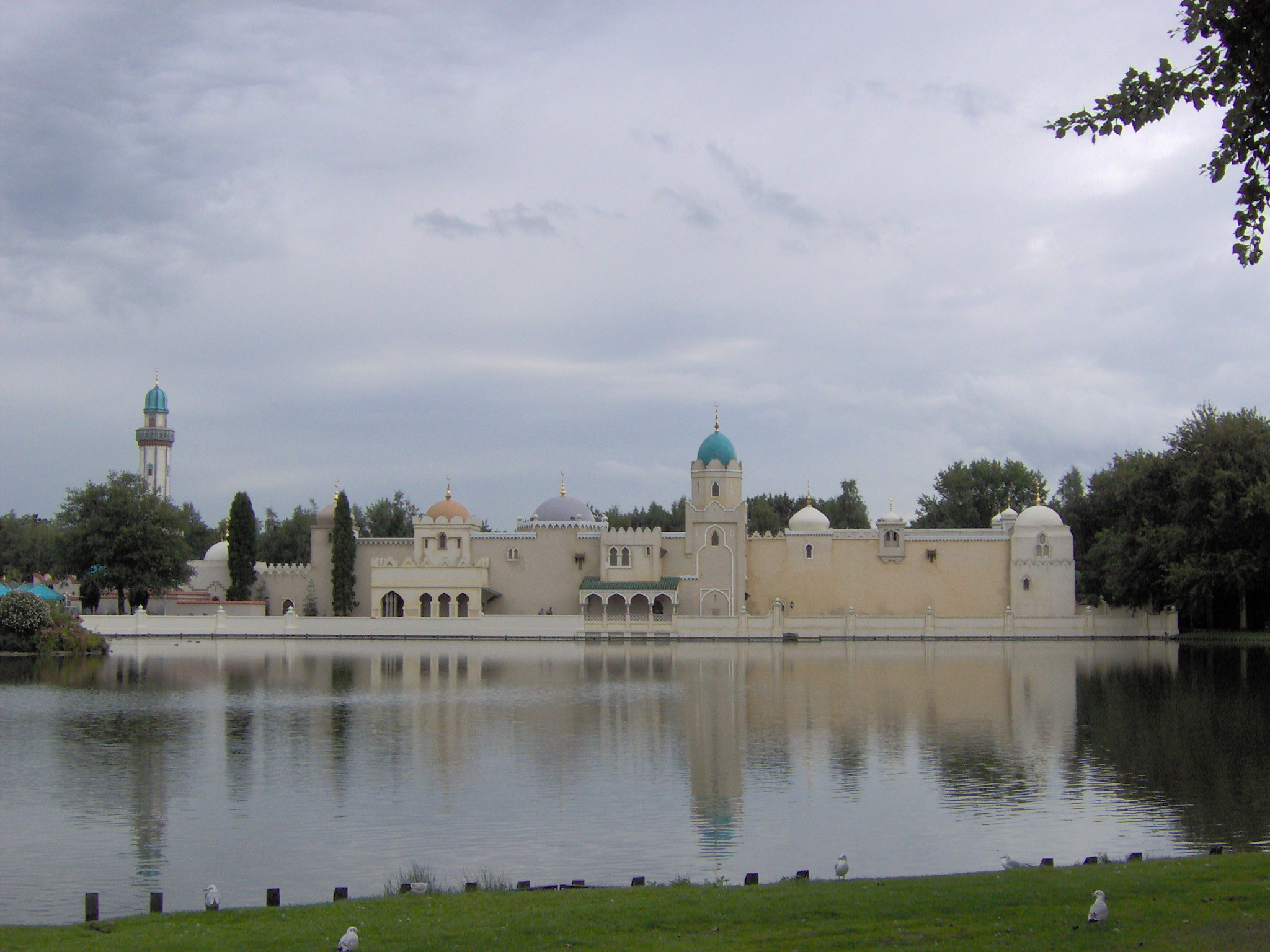
De Roeivijver met op de achtergrond Fata Morgana

De Roeivijver is een voormalige attractie in het sprookjespark de Efteling, waar bezoekers met een roeiboot konden varen. De attractie opende in 1954 en werd gesloten in 2011.

## Geschiedenis
Oorspronkelijk bevond de Roeivijver zich (samen met de Kanovijver) in de grote plas aan de zuidzijde van het park, op de locatie waar nu de Piraña, De Vliegende Hollander en Joris en de Draak zich (gedeeltelijk) bevinden. Het oostelijke gedeelte van de plas was voor roeiboten, het westelijke gedeelte voor kano's.
In 1976 werd de scheiding tussen beide vijvers, bestaande uit paaltjes met dwarslatten, vervangen door een wankelbrug, die in 1983 met de komst van de Piraña in oostelijke richting is verplaatst. Later vormde de (aangepaste) wankelbrug nog een onderdeel van de uitgangsroute van de inmiddels gesloopte Pegasus.
Met de komst van de Piraña werd een groot gedeelte van de vijver gedempt. De roeiboten werden verplaatst naar de Vonderplas, de vijver voor de darkride Fata Morgana, terwijl de kano's verhuisden naar de oorspronkelijke Roeivijver. De kano's werden aldaar verwijderd in 2005 om plaats te maken voor De Vliegende Hollander.
In 2011 werd de Roeivijver gesloten voor de bouw van de watershow Aquanura, die zich sinds 31 mei 2012 in de Vonderplas bevindt. Hoewel er sprake was dat de roeiboten zouden terugkeren in de vijver bij het terras van horecapunt Casa Caracol, nabij de Piraña, is dit tot op heden niet gebeurd.

## Toekomst
Nadat de attractie verdween in 2011 voor de bouw van Aquanura, is alles verwijderd dat met de attractie te maken heeft. Er was sprake om de attractie terug te laten keren in de voormalige Kanovijver achter het horecapunt Casa Caracol op het Piranaplein. Op het plattegrond van het park verscheen de Roeivijver als nieuwe aangekondigde attractie. Er is een aanlegsteiger gekomen bij het horecapunt en 2 decoratieve boten. Tot op heden is de attractie nog niet teruggekeerd.
Lijst van attracties in de Efteling · Lijst van sprookjes in de Efteling · Afbeeldingen